# Храстовидна карагана
Храстовидна карагана (Caragana frutex) е палеарктично растение от рода Карагана, семейство Бобови. В България растението е известно със своя подвид Caragana frutex mollis (M. Bieb.) Kuzmanov.

## Разпространение и местообитания
Растението е разпространено в степната зона на Евразия от Централна и Източна Европа през района на Кавказ, Централна Азия, западен Китай, Монголия до Якутия в Сибир.
В България растението е критично застрашено и е разпространено в северната част и основно в североизточната. Най-многочислен е броят в района на Кабиюшка могила (стотици индивиди). Наблюдава се по десния бряг на река Каменица в землището на село Златна нива на около 300 m източно от кариерата (2 индивида), в местността „Таушан тепе“ край село Невша, където е най-голямото находище с площ от около 1 ha. В централната част на Дунавската равнина се открива в местността „Черната могила“ до село Драгомирово (стотици растения върху площ от около 0,2 ha) и от село Трънчовица (4 растения при около 200 m н.в.) Съществува хербарен образец, събран през 1976 г. от района на добруджанското село Попгруево, но след това находището не е потвърждавано.
Храстовидната карагана вирее по сухи каменисти места и терени с ерозирани карбонатни почви. Среща се в малочислени популации, вариращи в границите от два до няколкостотин индивида.

## Описание
Растението се среща под формата на храст с височина до 1,5 m, рядко 2–3 метра. Кората му е тъмнозелена и гладка. Листата са чифтоперести, с две двойки листчета, дълги 5–25 mm и широки 2–15 mm. Листенцата са обратнояйцевидни, в основата клиновидностеснени, а на върха закръглени. Отгоре са по-тъмни, а отдолу са по-светлозелени. Цветовете са единични и рядко са по 2–3 в снопчета. Прикрепени са в пазвите на листата. Венчето е дълго 15–25 mm, яркожълто и голо. Семената са с бъбрековидна или лещовидна форма с дължина 3–4 mm. Бобчетата са наредени в кафеникава шушулка и на цвят също са кафяви. Растението цъфти през април и май, а плодовете узряват през юли и август.